# Hannah Chaplin

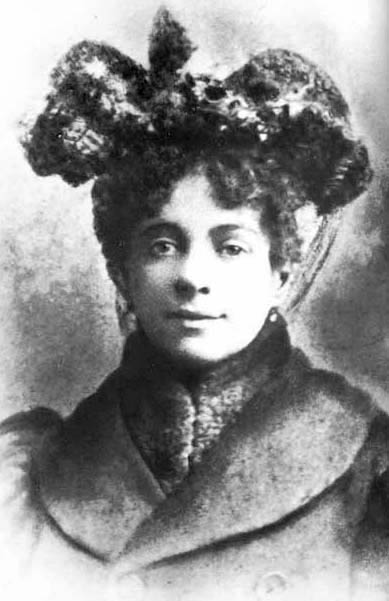
Hannah Chaplin (um 1885)

Hannah Chaplin (* 6. August 1865 in London; † 28. August 1928 in Hollywood, Kalifornien; gebürtige 
Hannah Harriet Hill; verwitwete Hannah Pedlingham) war eine britische Tänzerin und Sängerin. Sie war die Mutter des Schauspielers Charlie Chaplin.

## Ehen und Kinder
1885 bekam Hannah ihren ersten Sohn Sydney John Hill, vermutlich aus einer unehelichen Beziehung mit einem jüdischen Buchmacher. Sie lernte den Entertainer Charles Chaplin (1863–1901) kennen, den sie im Jahre 1885 heiratete. Sie wurde als Sängerin in das Ensemble der London Music Hall aufgenommen, wo sie unter dem Künstlernamen Lily Harley neben ihrem Mann auftrat. Am 16. April 1889 kam ihr gemeinsamer Sohn Charles Chaplin zur Welt. 
Hannah und Charles Chaplin trennten sich im Jahre 1891, als Hannah von dem Künstler Leo Dryden schwanger wurde. Allerdings blieben Chaplin Sr. und Hannah formell bis zu seinem Tod im Jahre 1901 verheiratet. Der Sohn Wheeler (1892–1957) wurde geboren, allerdings nahm Leo Dryden seinen Sohn Wheeler Hannah als Baby weg und erzog ihn selbst. Sydney und Charles erfuhren erst in den 1910er-Jahren von ihrem Halbbruder.

## Erkrankung
Während Charlies und Sydneys Jugend erkrankte Hannah Chaplin an Syphilis und litt unter schweren Depressionen. Sie befand sich sehr oft in psychiatrischer Behandlung. 1895 wurde sie erstmals unter dem Namen Lilian Chaplin in die psychiatrische Abteilung des Lambeth-Spitals eingeliefert. Ein knappes Jahr später stand sie wieder auf der Bühne, wurde jedoch im Mai 1896 erneut hospitalisiert. Ihre beiden Söhne mussten ins Armenhaus. Charlie und Sydney wuchsen vor allem in Heimen und Internaten auf. Ab 1898 flüchtete Sydney aufs Meer und heuerte erst auf einem Schulschiff und anschließend auf diversen Passagierschiffen als Steward an.
Am 9. Mai 1903 wurde Hannah Chaplin erneut als geisteskrank eingestuft und in die geschlossene Abteilung der Nervenklinik Cane Hill eingewiesen. 1904 wurde sie vorläufig entlassen und begleitete ihren Sohn Charlie auf seiner England-Tournee. Bereits 1905 war sie wieder in Cane Hill. Ihre Söhne ließen sie ins privat geführte Peckham House Hospital verlegen, wo sie fast ein Jahrzehnt lang blieb. Allerdings konnte sie nie geheilt werden. 1921 holten ihre Söhne sie in die Vereinigten Staaten. Charlie kaufte ihr ein Haus in Hollywood und organisierte Pflegepersonal für sie. Sie starb dort 1928 im Alter von 63 Jahren.
„Sie starb, ohne jemals zu wissen, daß der Welt größter Komiker ihr Sohn war“, stellte Mary Pickford fest.

## Hannah Chaplin in Filmen
Charlie Chaplin hat die weibliche Hauptrolle in Der große Diktator seiner Mutter zu Ehren Hannah genannt. Im autobiografischen Spielfilm Chaplin wird die Rolle Hannah Chaplins von ihrer Enkelin Geraldine Chaplin verkörpert.